# Mark Woodforde
Mark Raymond Woodforde, avstralski tenisač, * 23. september 1965, Adelaide, Avstralija.
Mark Woodforde se je v svoji karieri 23-krat uvrstil v finale turnirjev za Grand Slam v konkurenci dvojic, osvojil je sedemnajst naslovov. V posamični konkurenci je najboljši rezultat dosegel leta 1996, ko se je na turnirju za Odprto prvenstvo Avstralije uvrstil v polfinale, na ostalih treh turnirjih za Grand Slam se je najdlje uvrstil v četrti krog. Najuspešnejši je bil v konkurenci moških dvojic, kjer je nastopal s partnerjem Toddom Woodbridgem, znana sta tudi kot »Woodies«. V šestnajstih nastopih v finalu je osvojil dvanajst turnirjev, šestkrat Odprto prvenstvo Anglije, trikrat Odprto prvenstvo ZDA, dvakrat Odprto prvenstvo Avstralije in enkrat Odprto prvenstvo Francije. Uspešen je bil tudi v konkurenci mešanih dvojic, kjer je dvakrat osvojil Odprto prvenstvo Avstralije ter po enkrat ostale tri turnirje za Grand Slam. Nastopil je na poletnih olimpijskih igrah v letih 1996 in 2000, kjer je v konkurenci moških dvojic z Woodbridgem osvojil zlato in srebrno medaljo. V letih 1993 in 2000 je bil član avstralske reprezentance, ki se je v tekmovanju za Davisov pokal uvrstila v finale. Leta 2010 je bil skupaj z Woodbridgem sprejet v Mednarodni teniški hram slavnih.

## Finali Grand Slamov

### Moške dvojice (16)

#### Zmage (12)
| Leto | Turnir                          | Partner         | Nasprotnika v finalu            | Rezultat finala    |
| 1989 | Nacionalno prvenstvo ZDA        | John McEnroe    | Ken Flach Robert Seguso         | 6–4, 4–6, 6–3, 6–3 |
| 1992 | Odprto prvenstvo Avstralije     | Todd Woodbridge | Kelly Jones Rick Leach          | 6–4, 6–3, 6–4      |
| 1993 | Odprto prvenstvo Anglije        | Todd Woodbridge | Grant Connell Patrick Galbraith | 7–6, 6–3, 7–6      |
| 1994 | Odprto prvenstvo Anglije (2)    | Todd Woodbridge | Grant Connell Patrick Galbraith | 7–6, 6–3, 6–1      |
| 1995 | Odprto prvenstvo Anglije (3)    | Todd Woodbridge | Rick Leach Scott Melville       | 7–5, 7–6, 7–6      |
| 1995 | Nacionalno prvenstvo ZDA (2)    | Todd Woodbridge | Alex O'Brien Sandon Stolle      | 6–3, 6–3           |
| 1996 | Odprto prvenstvo Anglije (4)    | Todd Woodbridge | Byron Black Grant Connell       | 4–6, 6–1, 6–3, 6–2 |
| 1996 | Nacionalno prvenstvo ZDA (3)    | Todd Woodbridge | Jacco Eltingh Paul Haarhuis     | 4–6, 7–6, 7–6      |
| 1997 | Odprto prvenstvo Avstralije (2) | Todd Woodbridge | Sébastien Lareau Alex O'Brien   | 4–6, 7–5, 7–5, 6–3 |
| 1997 | Odprto prvenstvo Anglije (5)    | Todd Woodbridge | Jacco Eltingh Paul Haarhuis     | 7–6, 7–6, 5–7, 6–3 |
| 2000 | Odprto prvenstvo Francije       | Todd Woodbridge | Paul Haarhuis Sandon Stolle     | 7–6, 6–4           |
| 2000 | Odprto prvenstvo Anglije (6)    | Todd Woodbridge | Paul Haarhuis Sandon Stolle     | 6–3, 6–4, 6–1      |

#### Porazi (4)
| Leto | Turnir                      | Partner         | Nasprotnika v finalu             | Rezultat finala             |
| 1994 | Nacionalno prvenstvo ZDA    | Todd Woodbridge | Jacco Eltingh Paul Haarhuis      | 3–6, 6–7(6)                 |
| 1997 | Odprto prvenstvo Francije   | Todd Woodbridge | Jevgenij Kafelnikov Daniel Vacek | 6–7(12), 6–4, 3–6           |
| 1998 | Odprto prvenstvo Avstralije | Todd Woodbridge | Jonas Björkman Jacco Eltingh     | 2–6, 7–5, 6–2, 4–6, 3–6     |
| 1998 | Odprto prvenstvo Anglije    | Todd Woodbridge | Jacco Eltingh Paul Haarhuis      | 6–2, 4–6, 6–7(3), 7–5, 8–10 |

### Mešane dvojice (7)

#### Zmage (5)
| Leto | Turnir                          | Partner                 | Nasprotnika v finalu                    | Rezultat finala |
| 1992 | Odprto prvenstvo Avstralije     | Nicole Provis           | Arantxa Sánchez Vicario Todd Woodbridge | 6–3, 4–6, 11–9  |
| 1992 | Odprto prvenstvo Francije       | Arantxa Sánchez Vicario | lori McNeil Bryan Shelton               | 6-2, 6-3        |
| 1992 | Nacionalno prvenstvo ZDA        | Nicole Provis           | Helena Suková Tom Nijssen               | 4–6, 6–3, 6–3   |
| 1993 | Odprto prvenstvo Anglije        | Martina Navratilova     | Manon Bollegraf Tom Nijssen             | 6–3, 6–4        |
| 1996 | Odprto prvenstvo Avstralije (2) | Larisa Savčenko Neiland | Nicole Arendt Luke Jensen               | 4–6, 7–5, 6–0   |

#### Porazi (2)
| Leto | Turnir                   | Partner                 | Nasprotnika v finalu          | Rezultat finala |
| 1993 | Nacionalno prvenstvo ZDA | Martina Navratilova     | Helena Suková Todd Woodbridge | 3–6, 6–7        |
| 1996 | Odprto prvenstvo Anglije | Larisa Savčenko Neiland | Helena Suková Cyril Suk       | 6–1, 3–6, 2–6   |